# Se otto ore vi sembran poche

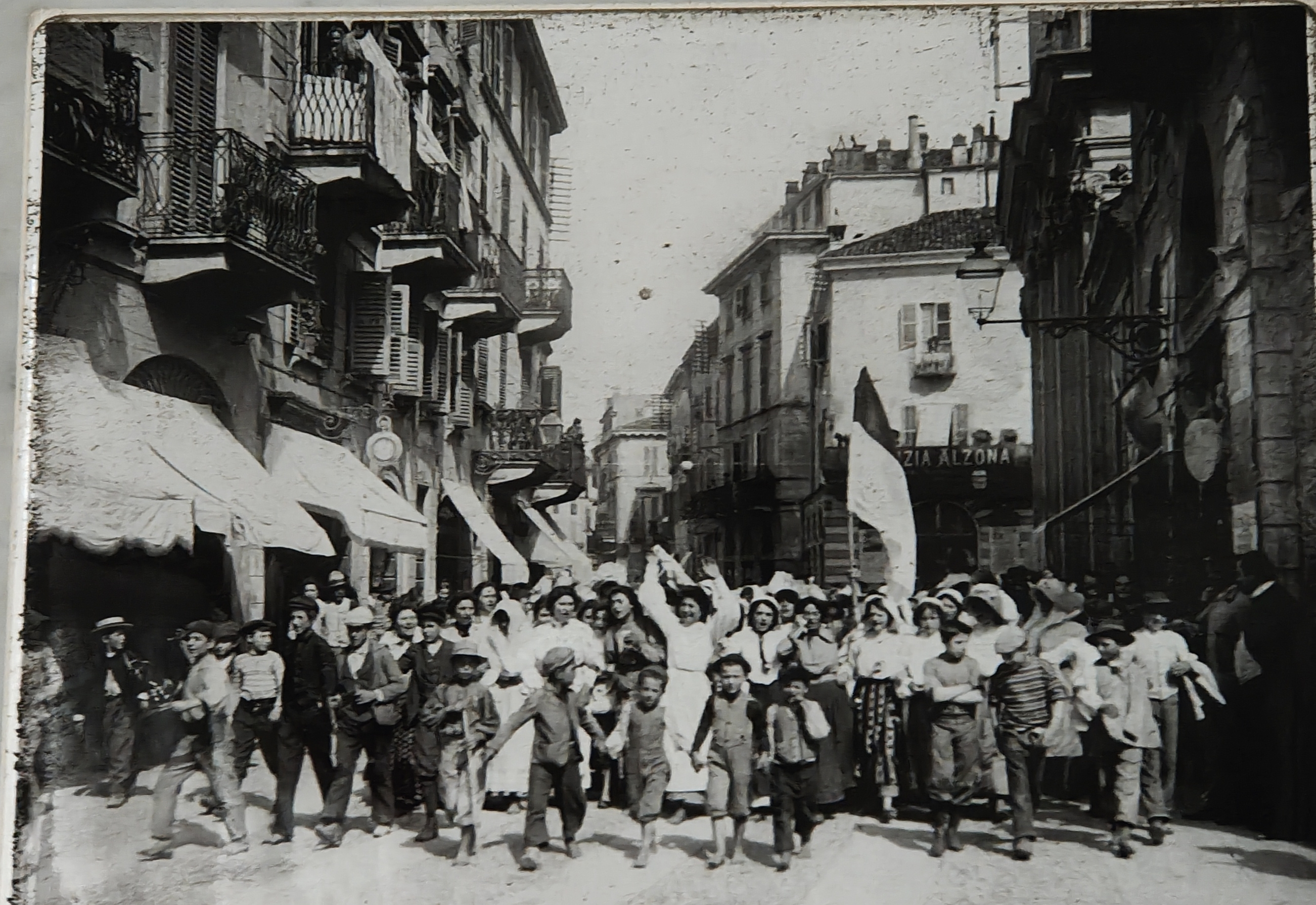
Fotoceramica posta dal 2007 nel portico del Comune di Vercelli a testimonianza della protesta avvenuta il 1º giugno 1906 in centro città da parte delle mondariso per ottenere l'orario ridotto a otto ore lavorative giornaliere

Se otto ore vi sembran poche è un canto di lavoro italiano, di autore anonimo, originario dei primi anni del XX secolo. Nasce come canto di protesta delle mondine, teso a rivendicare "le otto ore" come massimo orario di lavoro giornaliero ed è riferibile all'iniziativa del deputato socialista vercellese Modesto Cugnolio (1863-1917), che presentò un progetto di legge in tal senso (1906).
Fondatore del giornale La Risaia (1900), l'avvocato Cugnolio fondò l'anno successivo la Federazione Agricola Piemonte che raggruppò le Leghe di 47 comuni del circondario vercellese. Eletto deputato nel 1913, fu il fondatore (24 marzo 1901) della Camera del Lavoro di Vercelli.

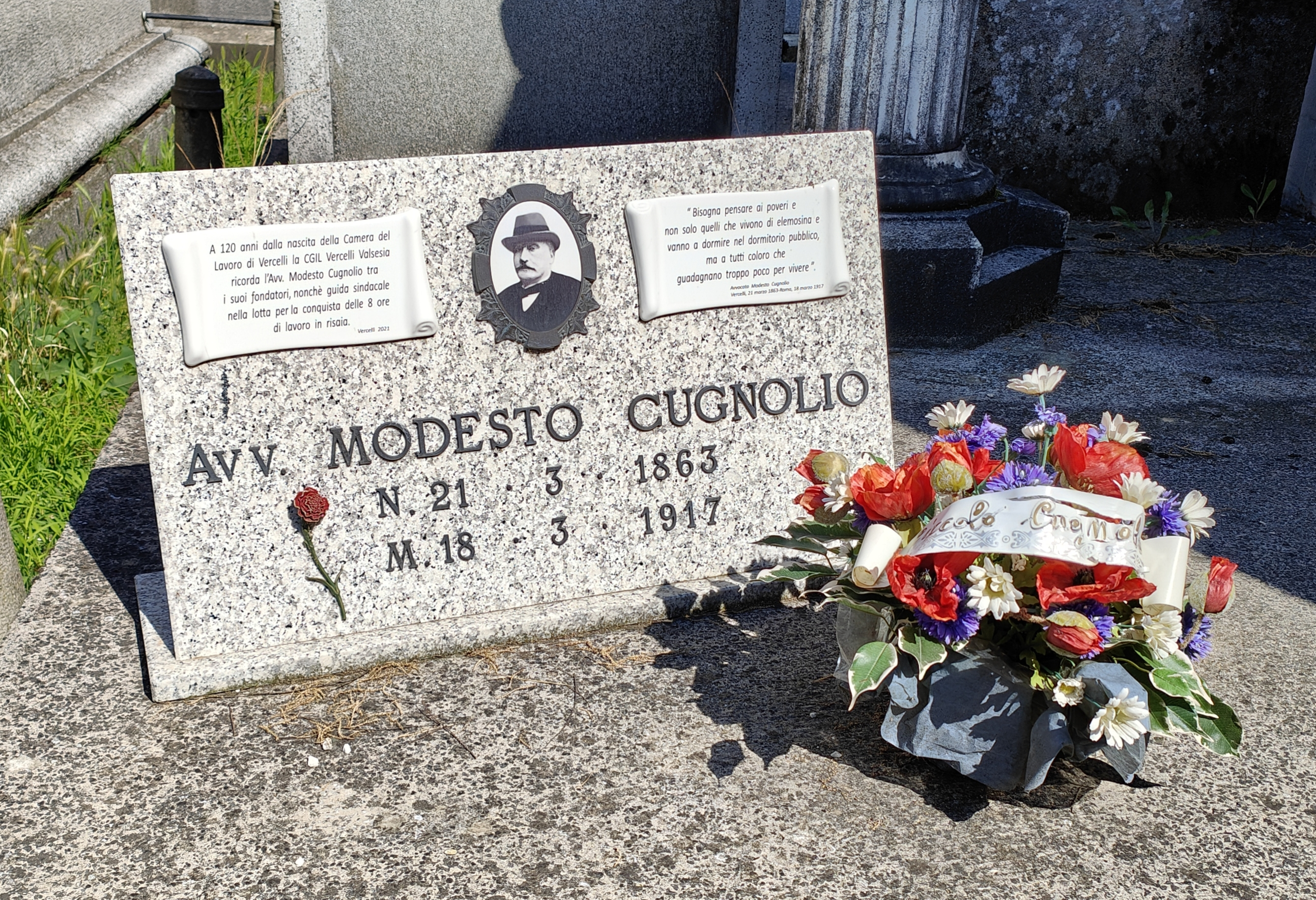
Lapide sulla tomba dell'avvocato Modesto Cugnolio al cimitero Billiemme di Vercelli

La canzone, conosciuta anche come Se otto ore son troppo poche, Se otto ore o Le otto ore, divenne popolare nel periodo del biennio rosso (1919-1920). È stato riproposto da Giovanna Daffini, da Giovanna Marini, Anna Identici e Maria Carta.
Venne anche cantata nel secondo dopoguerra dagli operai e dai lavoratori in generale legati al Partito Comunista Italiano in una versione leggermente modificata, e indirizzata contro la politica di Mario Scelba. Venne nuovamente cantata durante le contestazioni del 1968 e 1977.